# Nucleofiele additie

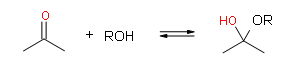
Een voorbeeld van een nucleofiele additie aan een carbonylgroep.

Een nucleofiele additie is een additiereactie waarbij als eerste stap een nucleofiel deeltje een covalente binding vormt met een relatief elektronenarm onverzadigd atoom. Het substraat van een additiereactie moet een dubbele of een drievoudige binding hebben.
Nucleofiele additie kan optreden bij moleculen met dubbele bindingen tussen koolstof en een heteroatoom zoals carbonylgroepen en nitrilgroepen of dubbele bindingen tussen twee koolstofatomen onderling waaraan elektronenzuigende groepen zijn gebonden zoals bij α,β-onverzadigde carbonylverbindingen.

## Reactiemechanisme[1]
Koolstof – heteroatoom meervoudige bindingen zoals de C=O dubbele en de CN drievoudige binding zijn polair als gevolg van het grote verschil in elektronegativiteit tussen koolstof en het heteroatoom. In deze bindingen heeft koolstof een partieel positieve lading en is daardoor in staat nucleofiele deeltjes aan te trekken. De heteroatomen O en N zijn negatief in deze bindingen en kunnen dientengevolge positieve ionen als H+ aantrekken.

### Nucleofiele additie aan de carbonylgroep
In neutraal of basisch milieu wordt in de eerste stap van een nucleofiele additie een binding gevormd tussen het nucleofiele deeltje Nu− en het koolstofatoom van de C=O binding. Het nucleofiel nadert hier onder een hoek van 107°, conform het Bürgi-Dunitz-traject. Vervolgens wordt het gevormde anion (een alkoxide) geneutraliseerd door een proton te binden.

Mechanisme van een nucleofiele additie aan een carbonylverbinding in neutraal of basisch milieu.

In een zuur milieu treedt als eerste protonering van het zuurstofatoom van de carbonylverbinding op. De aanval van het nucleofiele deeltje op het koolstofatoom wordt hierdoor vergemakkelijkt.

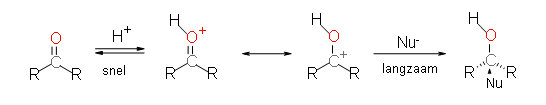
Mechanisme van een nucleofiele additie aan een carbonylverbinding in zuur milieu

Het mechanisme van deze reactie op carbonylgroepen toont grote overeenkomsten met dat van de nucleofiele acylsubstitutie: de eerste stap hierin is ook de additie van een nucleofiel deeltje. Als de reagerende carbonylverbinding een goede leaving group bevat zal deze worden afgestoten en wordt de C=O-binding hersteld.
Ook is het mogelijk dat het additieproduct wel gevormd wordt, maar dat het minder stabiel is dan de carbonylverbinding. Voorbeeld hiervan is bijvoorbeeld een hemiacetaal of -ketaal gevormd uit additie van een alcohol op een aldehyde of keton. De twee producten bestaan dan beiden in een chemisch evenwicht met elkaar, dat sterk in de richting van het keton of aldehyde ligt. Cyclische hemiacetalen of -ketalen zijn dan weer wel stabiel, en het evenwicht zal in dat geval meer in die richting liggen.

### Nucleofiele additie aan nitril
Een voorbeeld van een reactie waarbij een nucleofiele additie aan een nitrilgroep plaatsvindt is de Ritter-reactie waarbij secundaire amiden gevormd worden. Meer specifiek gaat het hier om de additie van water op een nitrilium-ion in stap 3.

## Voorbeelden van nucleofiele addities
- water in de additie aan ketonen en aldehyden
- alcohol in de additie aan ketonen en aldehyden
- waterstofcyanide in de additie aan aldehyden en enige ketonen
- een hydride als reductor van ketonen en aldehyden
- additie van het waterstofsulfietion aan aldehyden en enige ketonen
- een amine met formaldehyde en een carbonylverbinding in de Mannich-reactie
- een enolaat aan een carbonylgroep in de aldol-reactie
- een organometaal aan een carbonylgroep in de Grignard-reactie
- Water in de hydrolyse van een carbonitril tot een amide of een carbonzuur
- een alcohol in de additie aan een isocyanaat bij de vorming van een urethaan.
- amines aan de dubbele binding van α,β-onverzadigde carbonylverbindingen
- de Michael-additie

De nucleofiele additie maakt ook deel uit van enigszins complexere omzettingen, de carbonyl-amine condensatiereactie.